# ダーチャ・マライーニ
ダーチャ・マライーニ（Dacia Maraini, 1936年11月13日 - ）は、イタリアの小説家・劇作家・詩人。主にフェミニズムや反ファシズムに焦点をあてた作品で知られる。父はフォスコ・マライーニ。

## 生い立ち
フィレンツェ生まれ。父のアイヌ研究のため、1938年に来日する。幼少時にはイタリア語、英語、日本語を話した。1943年、両親や姉妹と共に名古屋市の外国人収容所へ移送される。1945年、日本の敗戦により解放され翌年イタリアに帰国し、シチリア島で暮らす。その後、フィレンツェの寄宿学校で学んだ。その後はローマに移り、1961年に作家としてデビューした。

## 受賞歴
- カンピエッロ賞　1990年 La lunga vita di Marianna Ucrìa
- ストレーガ賞　1999年 Buio

## 日本語訳された作品
- 『不安の季節』（1970年、青木日出夫 訳、角川書店）
- 『バカンス』（1971年、大久保昭男 訳、角川書店）
- 『メアリー・ステュアート』（1990年、望月紀子 訳、劇書房）
- 『シチーリアの雅歌』（1993年、望月紀子 訳、晶文社）
- 『帰郷 シチーリアへ』（1995年、望月紀子 訳、晶文社）
- 『イゾリーナ 〜切り刻まれた少女〜』（1997年、望月紀子 訳、晶文社）
- 『声』（1996年、大久保昭男 訳、中央公論社）
- 『別れてきた恋人への手紙』（1998年、望月紀子 訳、晶文社）
- 『おなかの中の密航者』（1999年、草皆伸子 訳、立風書房）
- 『思い出はそれだけで愛おしい』（2001年、中山悦子 訳、中央公論新社）
- 『ひつじのドリー』（2016年、望月紀子 訳、未来社）
- 『ある女の子のための犬のお話』（2017年、望月紀子 訳、未来社）
- 『わたしの人生』（2024年、望月紀子 訳、新潮クレスト・ブックス）